# Заставе Аустроугарске
Аустроугарска, позната и као Аустроугарска монархија, није имала заједничку заставу („национална застава” није могла постојати, пошто се Двојна монархија састојала од двије суверене државе). Међутим, застава владајуће династије Хабзбург понекад се користила као дефакто национална застава, а 1869. уведена је заједничка цивилна поморска застава за цивилна пловила. До 1918. Аустроугарска ратна морнарица је наставила да носи аустријску заставу коју је користила од 1786; и пукови Аустроугарске војске су носили заставу са двоглавим орлом коју су користили прије 1867, јер су у многим случајевима имале дугу историју. Нове заставе створене 1915. нису примијењене због рата који је био у току. На државним функцијама, коришћене су аустријска црно-жута двобојка и угарска црвено-бијело-зелена тробојка.
Аустрију је представљала црно-жута застава. Угарски дио државе није имао своју заставу. Према Хрватско-угарској нагодби (чл. 62. и 63.), у свим заједничким хрватским и угарским пословима морали су се користити симболи Угарске и Хрватске. На примјер, кад год је заједнички Угарско-хрватски сабор одржавао сједницу у Будимпешти, на згради сабора биле су истакнуте и хрватска и угарска застава. У Бечу, испред палате Шенбрун, биле су истакнуте црно-жуте заставе Цислајтаније (аустријски дио), док су хрватска и угарска застава биле истакнуте за Транслајтанију (угарски дио). Ужа Угарска је користила црвено-бијело-зелену тробојку са угарским грбом, који се понекад користио за представљање цјелокупне Земље круне Светог Стефана. Двострука грађанска застава, као симбол „корпоративног идентитета”, коришћена је и као конзуларна застава, према декрету од 18. фебруара 1869. године. У употребу је ушла 1. августа 1869. године. Легације су, међутим, истицале црно-жуту застава Аустрије уз црвено-бијело-зелену заставу Угарске, док су амбасаде истицале двије националне заставе уз царску стандарду.

## Заставе као „национални/државни симболи”
- Застава Хабзбуршке монархије (укључујући Аустријско царство и Аустроугарску монархију),  такође је представљала Цислајтанију.

- Застава Краљевина Угарске, која је представљала и Транслајтанију.
- Застава Краљевине Угарске (варијанта грба са држачима штита).
- Застава Краљевине Угарске (поједностављена верзија)

- Застава Краљевина Хрватске и Славоније
- Застава Краљевина Хрватске и Славоније (незванична[а], али честа)
- Застава Краљевина Хрватске и Славоније (поједностављена верзија)

- Застава Надвојводства Аустријског (национална застава Аустријанаца)[5]
- Застава Надвојводства Аустријског (поједностављена верзија)

## Царске стандарде
- Царска стандарда са мањим грбом (до 1915; раније користило Аустријско царство).
- Царска стандарда са средњим грбом (до 1915; раније користило Аустријско царство).
- Царска стандарда
(1915—1918)

## Поморске заставе
- Цивилна поморска застава Аустроугарске
(1869—1918)[5]
- Цивилна поморска застава Аустроугарске 1786—1869;
Застава ратне морнарице 1786—1915
(дефакто до 1918)[6]
- Застава ратне морнарице 1915—1918
(није спроведено)
- Краљевска угарска поморска застава унутар Угарске